# Nuna (avtomobil)
Nuna (islandsko za "zdaj") je družina sončnih avtomobilov, ki je 5x zmagala na Avstralskem World solar challenge. Avtomobile je zasnovala ekipa študentov Nuon solar team (Univerza Delft).
Avtomobili uporabljajo galijum arzenidne celice (GaAs), ki imajo izkoristek okrog 26%. Praktično celoten zgornji del, razen kokpita je pokrit s celicami. 
Nuna 3 je na testih dosegla hitrost 130 km/h. 3021 kilometrov dolgo pot med Darwinom in Adelaidom je končala v 29 urah in 22 minutah, povprečna hitrost je bila 103 km/h.